# Bistum Laohekou
Das Bistum Laohekou (lateinisch: Dioecesis Laohocheuvensis) ist eine in der Volksrepublik China gelegene römisch-katholische Diözese mit Sitz in Laohekou. 

## Geschichte
Das Bistum Laohekou entstand am 2. September 1870 infolge der Teilung des Apostolischen Vikariates Hubei in die Apostolischen Vikariate Nordwest-Hubei, Südwest-Hubei und Ost-Hubei. Das Apostolische Vikariat Nordwest-Hubei wurde am 3. Dezember 1924 in Apostolisches Vikariat Laohekou umbenannt. Am 25. Mai 1936 gab das Apostolische Vikariat Laohekou Teile seines Territoriums zur Gründung der Apostolischen Präfektur Xiangyang ab.
Das Apostolische Vikariat Laohekou wurde am 11. April 1946 durch Papst Pius XII. mit der Apostolischen Konstitution Quotidie Nos zum Bistum erhoben und dem Erzbistum Hankow als Suffraganbistum unterstellt.

## Ordinarien

### Apostolische Vikare von Nordwest-Hubei
- Pascal Bili OFM, 1876–1878
- Ezechias Banci OFM, 1879–1903
- Fabiano Francesco Landi OFM, 1904–1920
- Luigi Ermenegildo Ricci OFM, 1922–1924

### Apostolische Vikare von Laohekou
- Luigi Ermenegildo Ricci OFM, 1924–1930
- Alfonso Maria Corrado Ferroni OFM, 1932–1946

### Bischöfe von Laohekou
- Alfonso Maria Corrado Ferroni OFM, 1946–1966
- Sedisvakanz, seit 1966